# SVAP
La SVAP, acronimo di Società Valdostana Autoservizi Pubblici, è la società che gestisce il trasporto pubblico della città di Aosta e dei comuni limitrofi della Plaine. 
Ha sede a Charvensod (Località Pont-Suaz, 5).

## Storia
Nata alla fine del 1972 e diventata operativa il 1º gennaio 1973 è la concessionaria scelta dall'amministrazione regionale della Valle d'Aosta in base alla regola statutaria che demanda alla regione le decisioni in merito al trasporto pubblico locale. Per quanto riguarda invece i servizi interregionali l'azienda concessionaria è la SAVDA.

Nel 2007, la SVAP ha acquistato per 3 milioni e 441 000 euro, tredici autobus a gas naturale usufruendo del contributo regionale pari a 3 milioni di euro. Gli autobus sono riconoscibili dalla figura di uno stambecco verde e rampante e dal loro colore verde.